# 2MASS J13262009-2729370
2MASS J13262009-2729370 ist ein Brauner Zwerg im Sternbild Wasserschlange. Er wurde 2002 von John E. Gizis et al. entdeckt.
Er gehört der Spektralklasse L5 an. Seine Position verschiebt sich aufgrund seiner Eigenbewegung jährlich um 0,36405 Bogensekunden. 